# Cacochloris
Cacochloris là một chi bướm đêm thuộc họ Geometridae.

## Các loài
- Cacochloris ochrea
- Cacochloris uvidula